# Ampezzo (Italia)

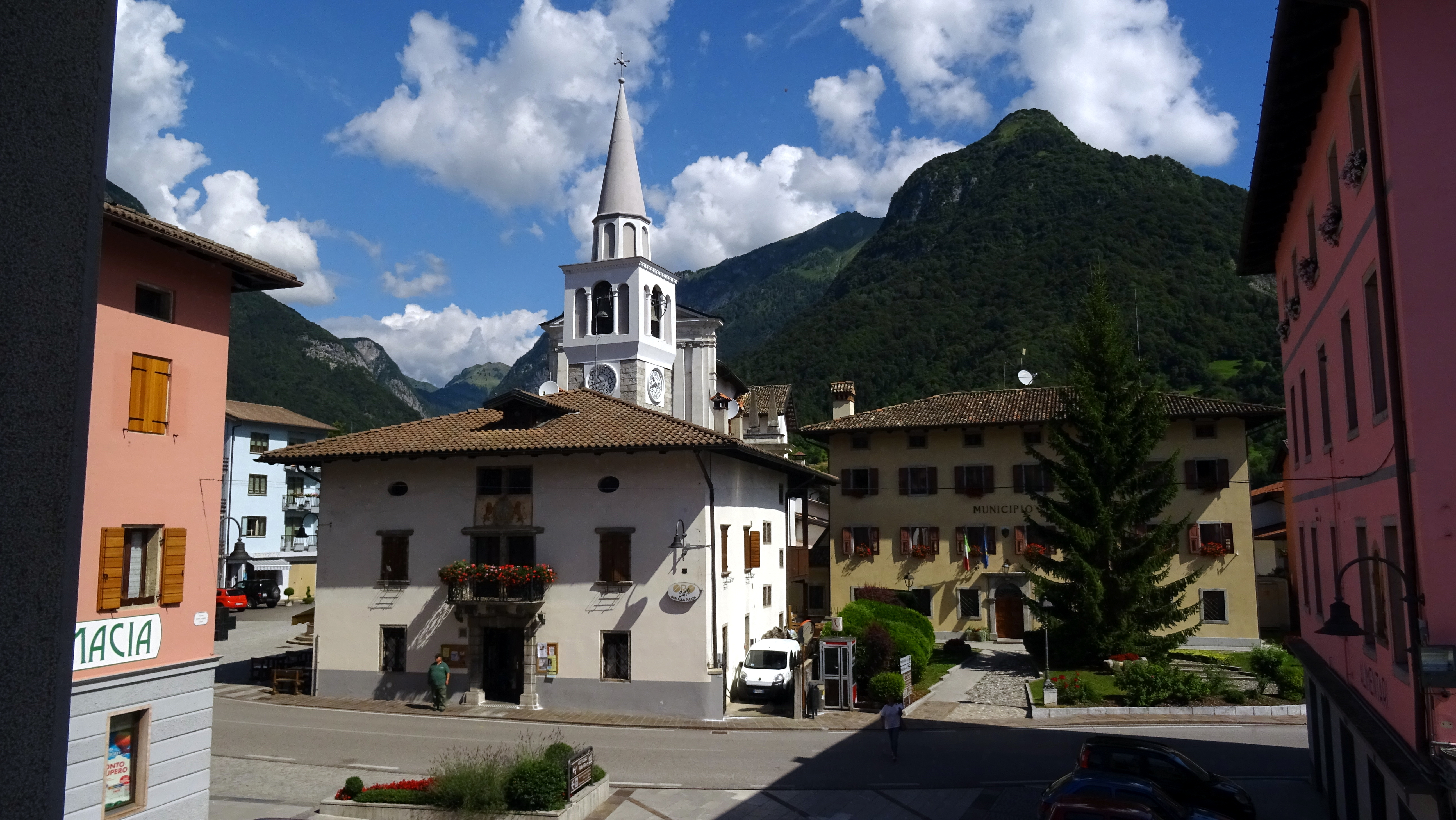
Ampezzo centro - Municipio

Ampezzo (Dimpeç in friulano Petsch in tedesco) è un comune italiano di 891 abitanti in Friuli-Venezia Giulia.
Per un breve periodo, tra settembre e ottobre del 1944, fu capitale della "Repubblica libera della Carnia", un'area di conflitto sotto il controllo delle formazioni partigiane.

## Geografia fisica
Il territorio del comune sorge a quote collinari e montuose, con l'abitato posto a 560 m su un vasto spuntone tra il Tagliamento e il Lumiei, nella regione alpina della Carnia sud-occidentale (Alta Val Tagliamento), lungo la statale che da Tolmezzo sale al Passo della Mauria e al Cadore. Il territorio è circondato dai monti che lo dividono a nord dalla Val Lumiei di Sauris (Alpi Tolmezzine Occidentali - sottogruppo delle Alpi Carniche) e le Prealpi Carniche a sud, confinando a ovest con il territorio di Forni di Sotto, a sud con quello di Tramonti di Sopra (provincia di Pordenone), a nord con Sauris e a est con quello di Socchieve.

## Storia
Il primo documento scritto che fa il nome di Ampezzo (la cosiddetta donazione sestense) risale al 762. Il paese, come tutta la Carnia, venne ceduto nel 1077 dall'imperatore Enrico IV al patriarcato di Aquileia, il cui territorio passò quindi, nel 1420 alla Repubblica di Venezia. I veneziani fecero ampio uso del legname dei ricchi boschi della Carnia per costruire le proprie navi. Nel 1797, col trattato di Campoformido anche Ampezzo passò all'Impero asburgico e quindi entrò a far parte del regno d'Italia nel 1866, dopo il referendum di annessione del Lombardoveneto.
Durante la prima guerra mondiale Ampezzo venne occupata dagli Austriaci dopo la rotta di Caporetto nel 1917, e finalmente liberata dai cavalleggeri italiani il 2 novembre del 1918. Durante la seconda guerra mondiale la popolazione subì molti lutti: quasi ogni famiglia aveva un parente fra gli alpini della Divisione Alpina Julia. Nel 1943 vennero portati in località Plan dal Sac 280 prigionieri neozelandesi. Ampezzo assunse poi un ruolo primario durante la guerra di liberazione (1943-1945), quando divenne capitale della Repubblica libera della Carnia.

### Simboli
Lo stemma e il gonfalone sono stati concessi con DPR del 21 marzo 1974.
Il gonfalone è un drappo partito di verde e d'azzurro.

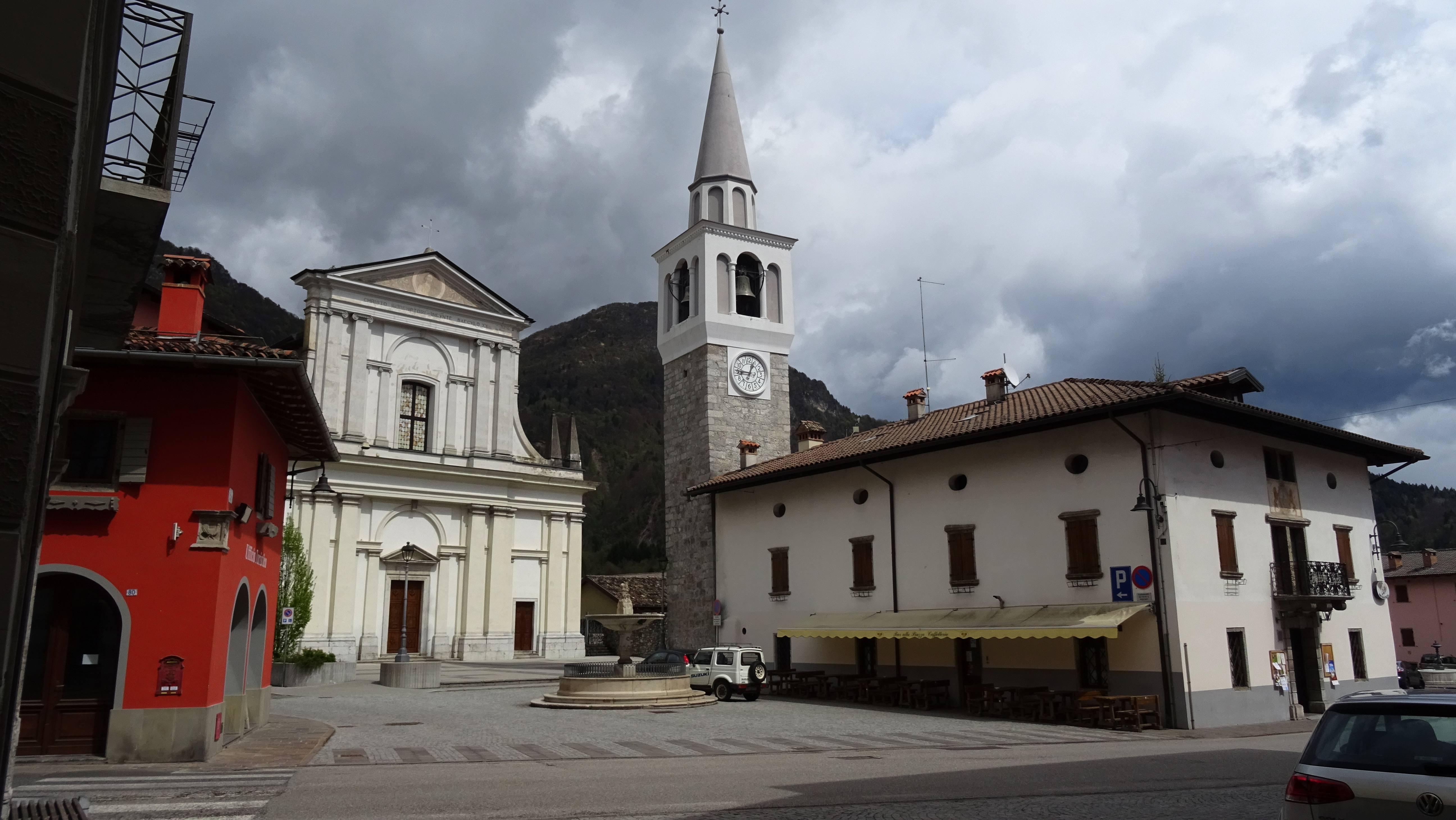
Ampezzo centro - piazza Zona Libera 1944

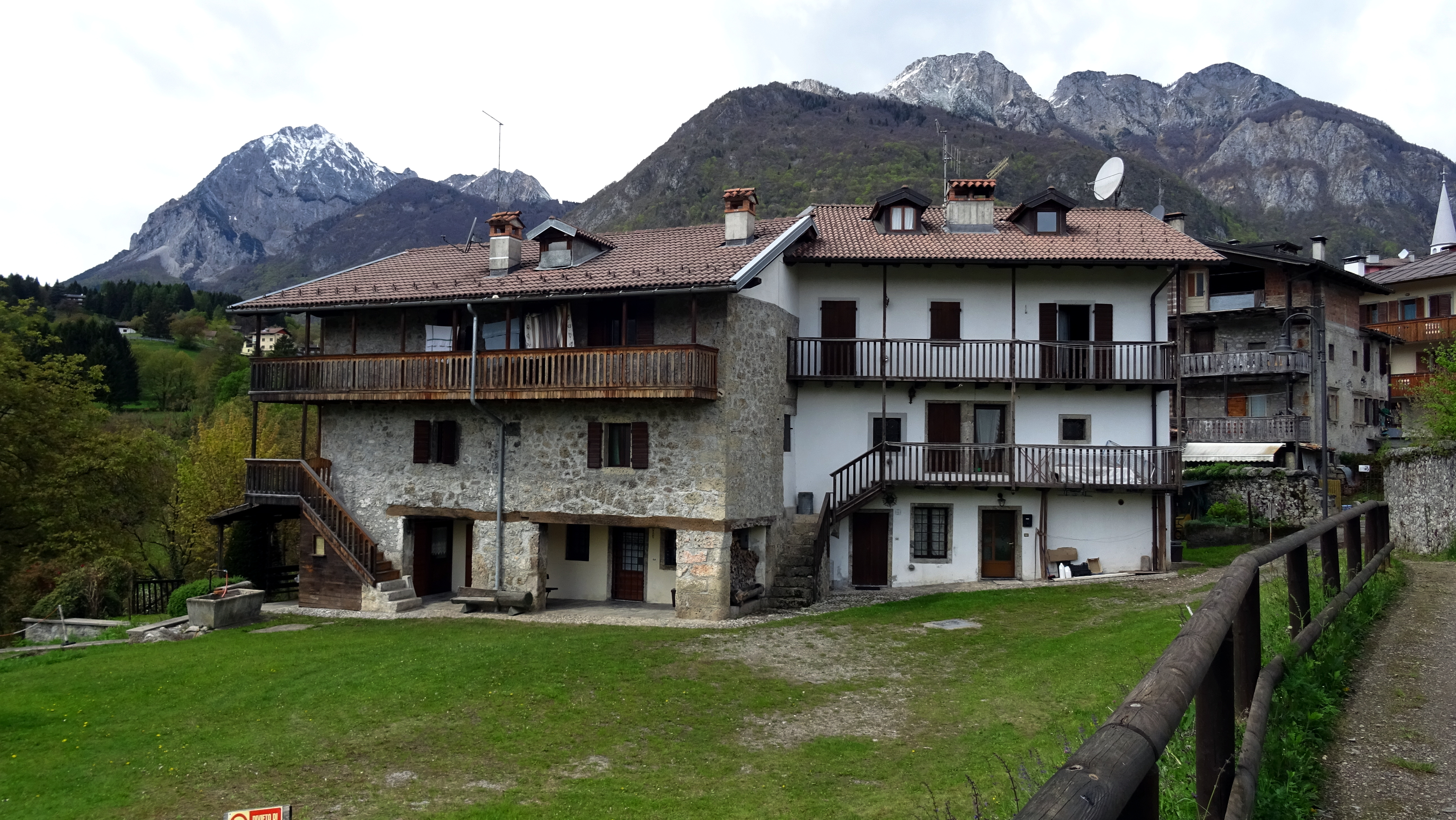
Case tipiche - monti di Ampezzo

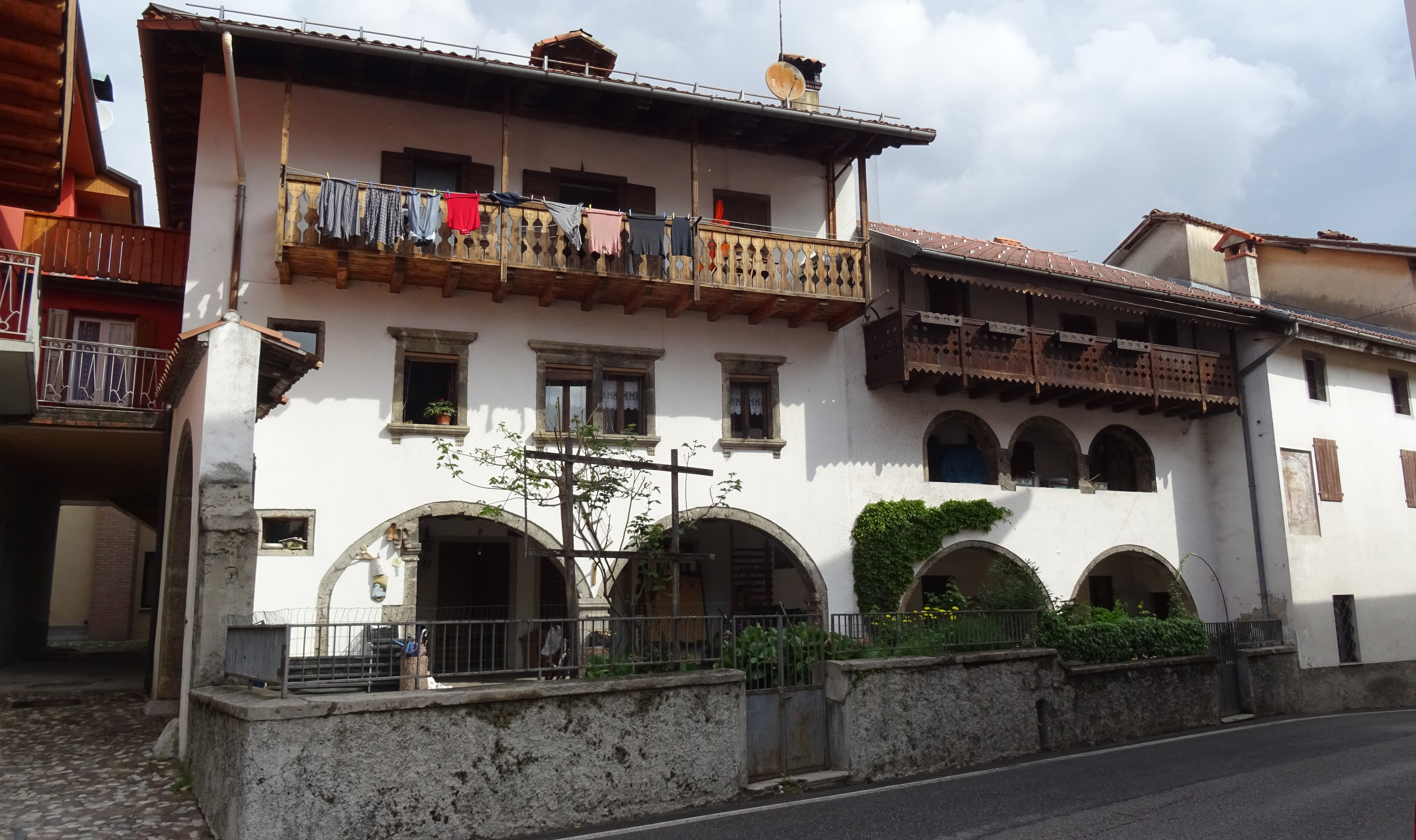
Ampezzo - case tipiche

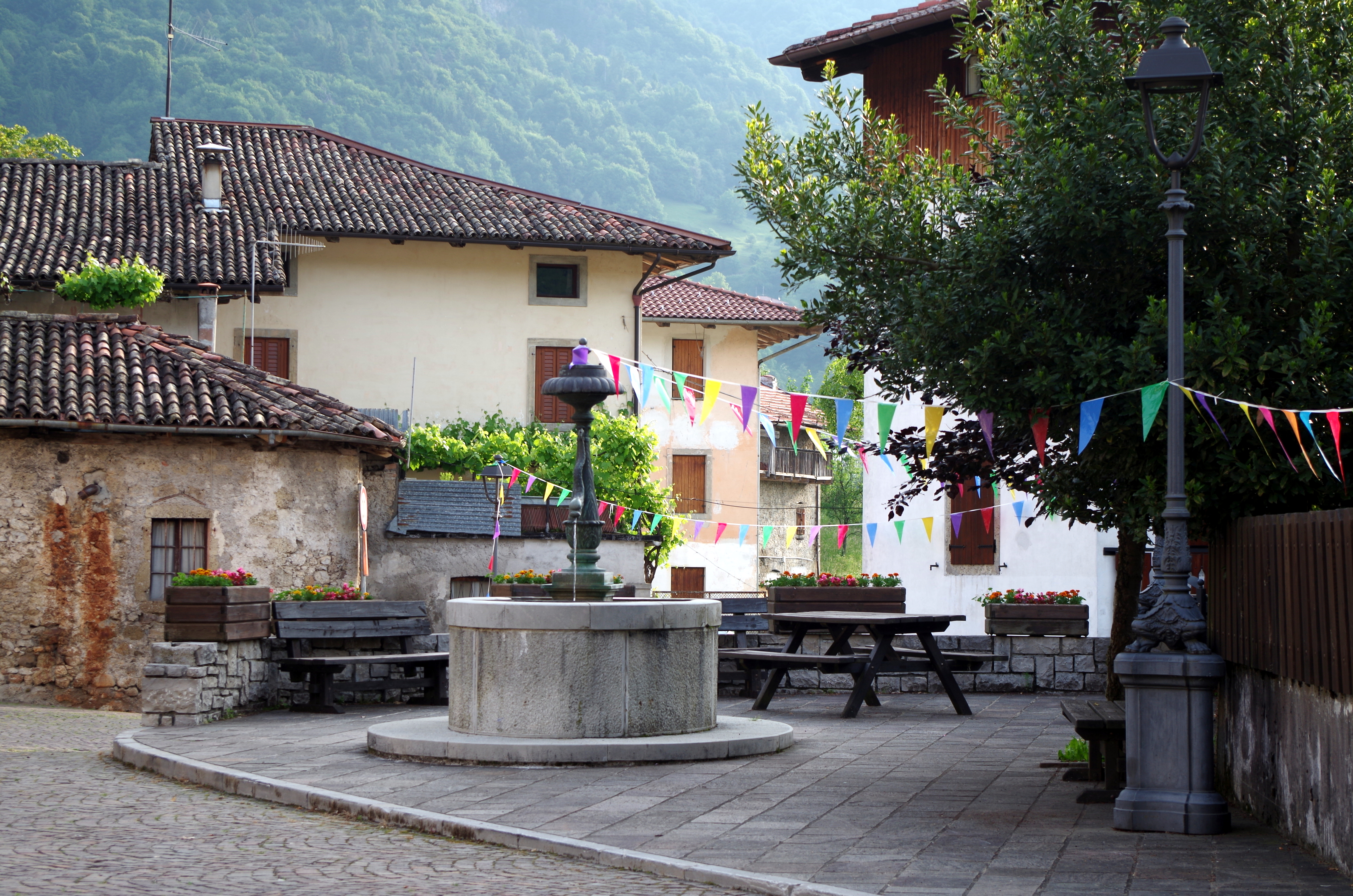
Piazza del Borgo Clendis e la sua fontana

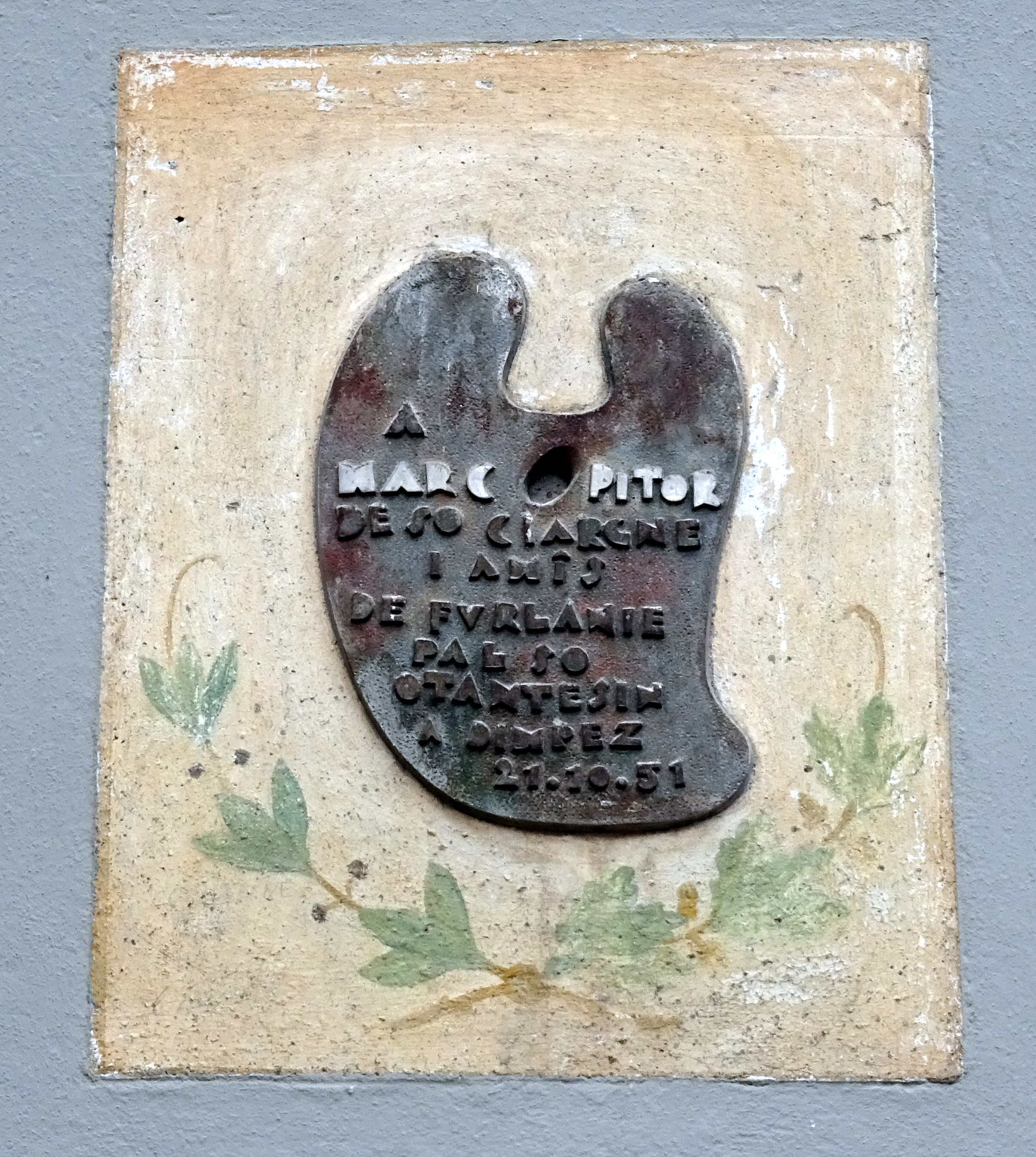
Tavolozza sulla casa del pittore Marco Davanzo

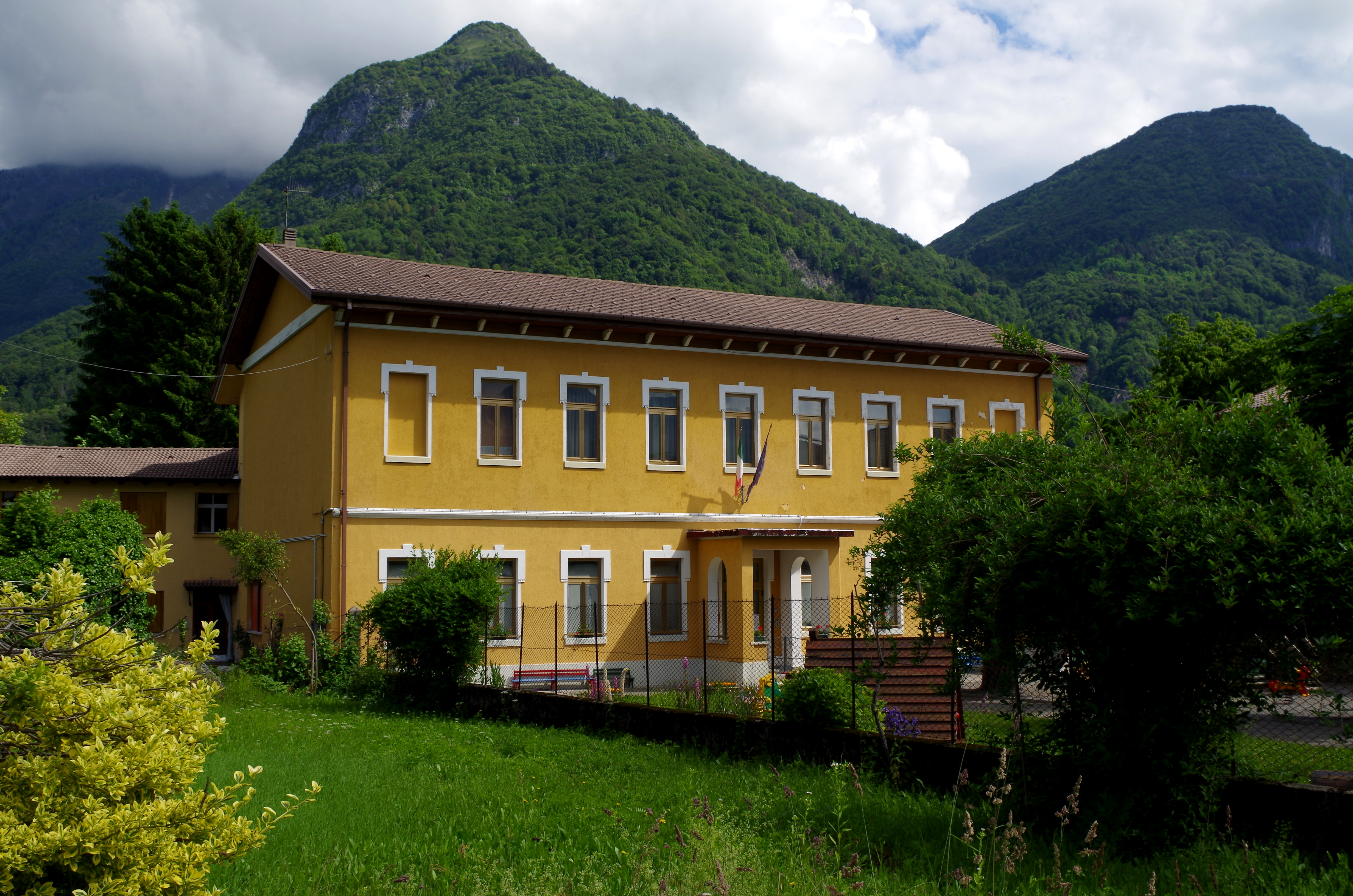
Ampezzo Scuola materna

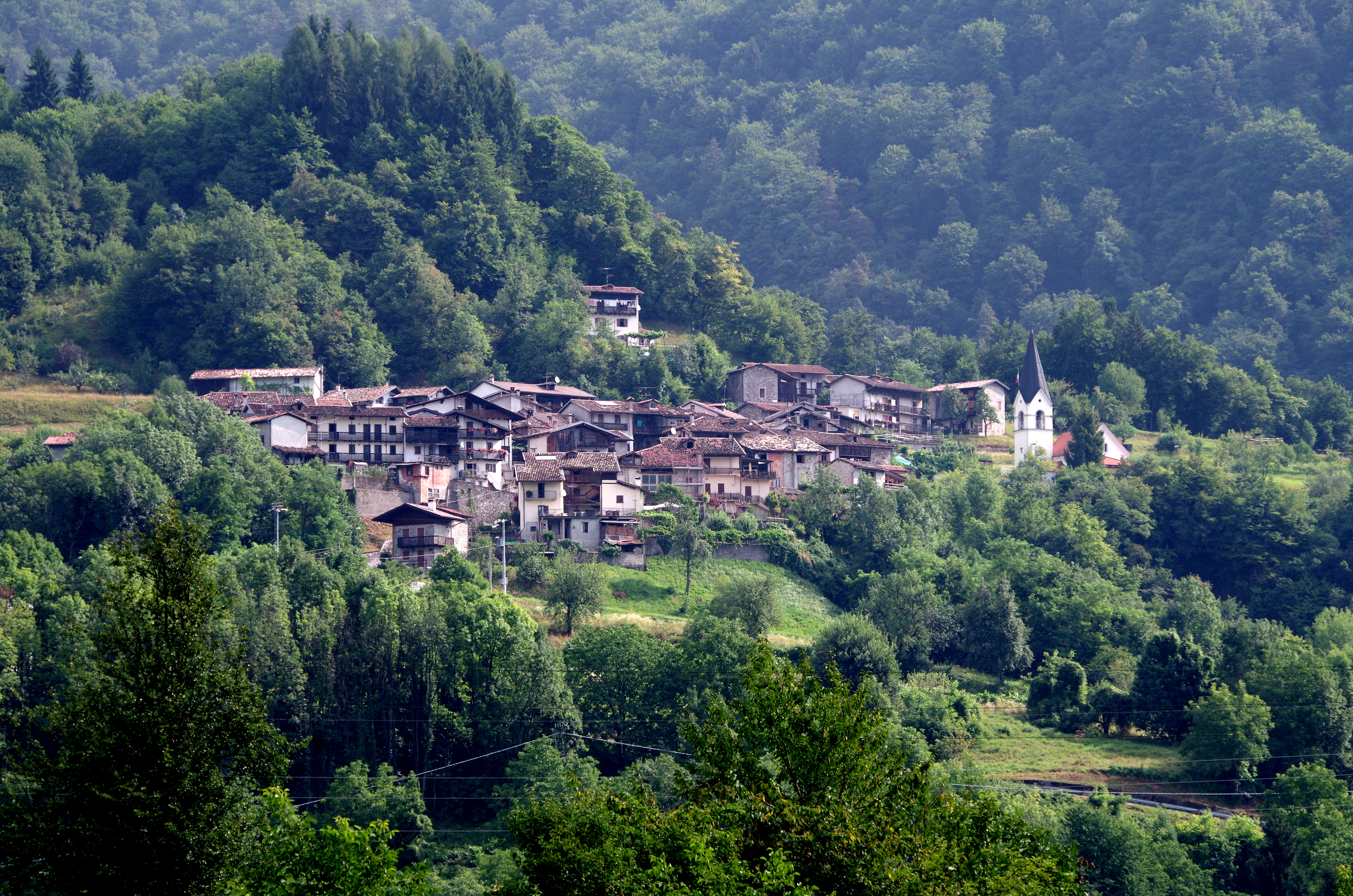
Frazione di Voltois

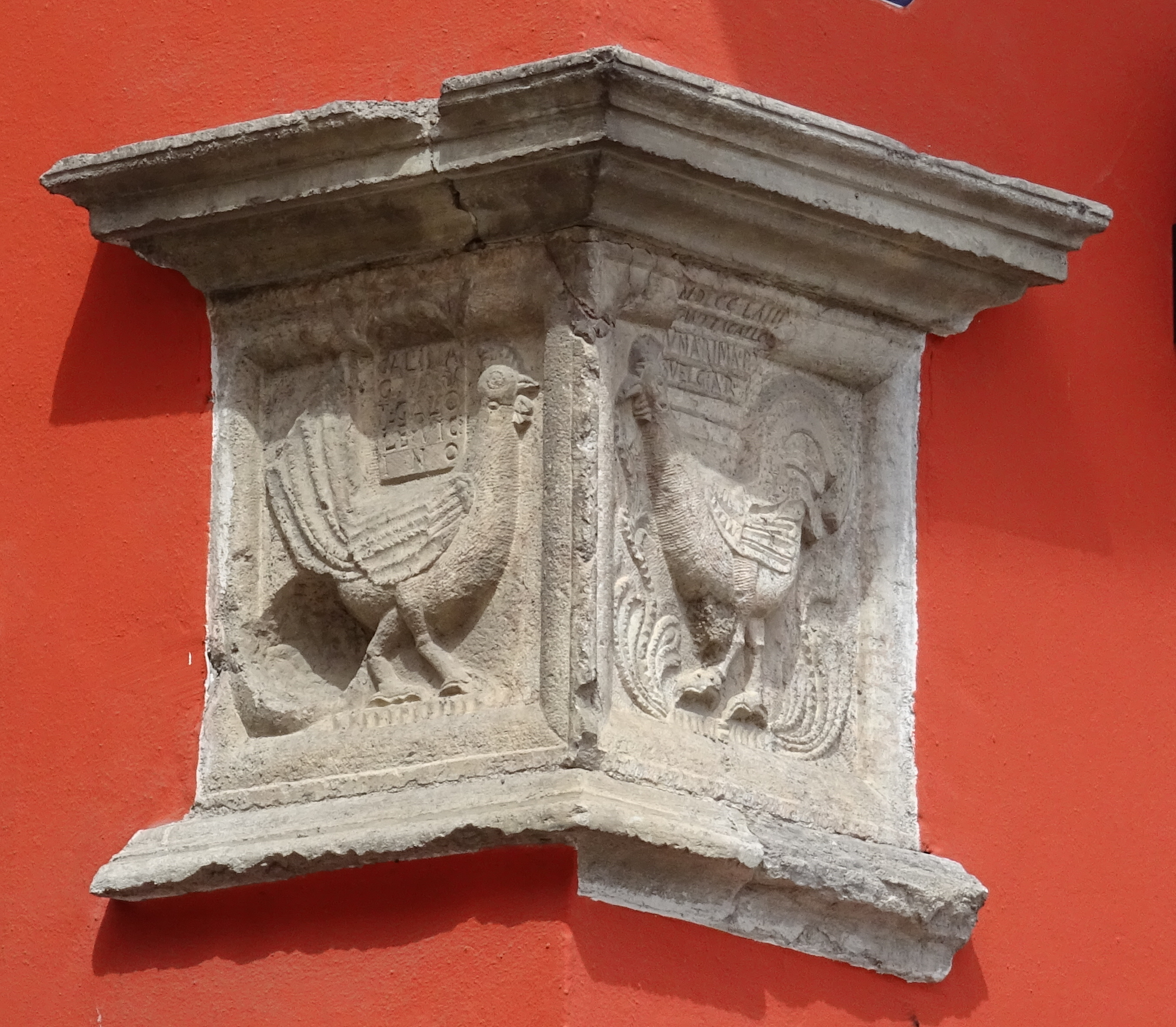
Piazza Zona libera 1944, Gallina e Gallo

## Monumenti e luoghi d'interesse
- Pieve arcipretale di San Daniele.
- Chiesa della Santissima Trinità (Oltris).
- Museo geologico della Carnia, presso Palazzo Unfer, facente parte del Sistema museale della Carnia.
- Palazzo Beorchia - Nigris del secolo XVII, tipico esempio di architettura carnica.
- Pinacoteca Marco Davanzo, presso Palazzo Unfer.

## Società

### Evoluzione demografica
Abitanti censiti

### Lingue e dialetti
Ad Ampezzo, accanto alla lingua italiana, la popolazione utilizza la lingua friulana. Ai sensi della Deliberazione n. 2680 del 3 agosto 2001 della Giunta della Regione Autonoma Friuli-Venezia Giulia, il Comune è inserito nell'ambito territoriale di tutela della lingua friulana ai fini della applicazione della legge 482/99, della legge regionale 15/96 e della legge regionale 29/2007.

La lingua friulana che si parla ad Ampezzo rientra fra le varianti appartenenti al friulano carnico.

## Geografia antropica
Oltre al capoluogo il comune è composto dalle piccole frazioni di Oltris e Voltois.

### Frazioni
- Oltris, il cui nome sta a significare "oltre" (quindi "al di là del Lumiei"), è posta a 610 m. sul livello del mare. Attualmente la popolazione è ridotta a sole 74 unità Ancora oggi mantiene intatte le caratteristiche di borgo medioevale con le sue strade poco più larghe di un sentiero lastricate di ciottoli e le case ancora in gran parte di pietra e legno (anche quelle restaurate di recente hanno mantenuto le belle balconate in legno - chiamate "linde" -). Oltris compare per la prima volta su un documento ufficiale "in Carnea in villa que dicitur Oltras" nel 1260 e, nel 1563, nella cartografia con il nome Oltri, collocato erroneamente alla destra orografica del torrente Lumièi.
- Voltois (loc. Valtoias), sorge a 628 m alle falde del monte Nolia, tra la Val Tagliamento e la Val Lumiei. Molti degli attuali abitanti del paese, oggi ridottisi a 29 (sessant'anni fa erano circa 300) portano lo stesso cognome, Spangaro. Le case di Voltois hanno mantenuto una classica struttura medioevale, e sono pregevoli esempi di architettura carnica con le tipiche arcate e i ballatoi in legno.
- Cima Corso

## Economia
In paese sono presenti due piccole zone industriali dove operano diverse industrie nel settore metalmeccanico, verniciatura del legno e materie plastiche e da qualche mese anche nel settore box doccia.
L'artigianato è rappresentato da imprese operanti nella lavorazione del ferro e serramenti, nell'edilizia, estrazione boschiva (molto fiorente considerato il notevole patrimonio comunale) e nelle segherie.
Il commercio è costituito, oltre che dagli esercizi pubblici, (alberghi, ristoranti, bar, agriturismo) da negozi di vari prodotti e tabelle merceologiche che coprono e soddisfano il fabbisogno della popolazione locale.
L'allevamento è fra i più sviluppati della Carnia: sono presenti 4 aziende che con i loro 250 bovini forniscono buona parte del latte al Caseificio Val Tagliamento di Enemonzo.

## Amministrazione
| Periodo | Periodo   | Primo cittadino   | Partito      | Carica  | Note |
| ------- | --------- | ----------------- | ------------ | ------- | ---- |
| 1995    | 1999      | Renzo Petris      |              | Sindaco |      |
| 1999    | 2004      | Renzo Petris      |              | Sindaco |      |
| 2004    | 2009      | Eugenio Benedetti | Lista civica | Sindaco |      |
| 2009    | 2014      | Michele Benedetti | Lista civica | Sindaco |      |
| 2014    | 2019      | Michele Benedetti | Lista civica | Sindaco |      |
| 2019    | 2024      | Michele Benedetti | Lista civica | Sindaco |      |
| 2024    | in carica | Michele Benedetti | Lista civica | Sindaco |      |

## Sport
Il paese è rappresentato, insieme al comune di Socchieve, dalla Socleif-Dimpeç C5 che gioca il campionato amatoriale di calcio a 5 friulano e gioca nella palestra di Ampezzo.

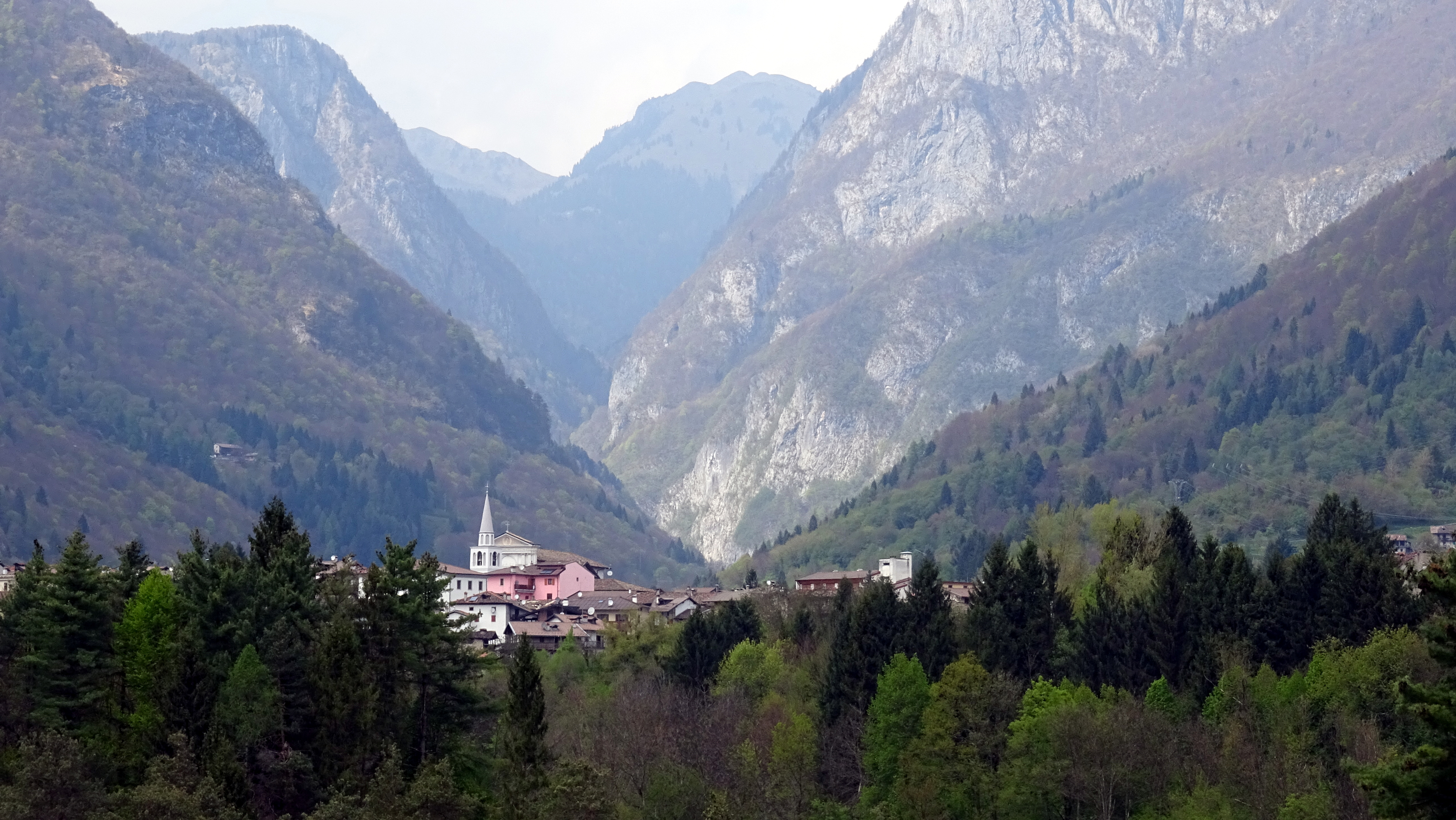
Ampezzo e la valle del Lumiei

Dal 2014, ad inizio luglio, ospita il Rally della Carnia, che nella sua prima riedizione tenutasi il 5-6 luglio 2014, ha riscosso un notevole successo di pubblico e di partecipanti, riportando i rally su strade che hanno fatto la storia del motorsport italiano.